# Вознякув
Вознякув (пол. Woźniaków) — село в Польщі, у гміні Кутно Кутновського повіту Лодзинського воєводства.
Населення — 681 особа (2011).
У 1975-1998 роках село належало до Плоцького воєводства.

## Демографія
Демографічна структура станом на 31 березня 2011 року:
|          | Загалом | Допрацездатний вік | Працездатний вік | Постпрацездатний вік |
| -------- | ------- | ------------------ | ---------------- | -------------------- |
| Чоловіки | 341     | 61                 | 249              | 31                   |
| Жінки    | 340     | 63                 | 209              | 68                   |
| Разом    | 681     | 124                | 458              | 99                   |